# خلاف فضي
خِلَاف فضي أو زقّوم فضي هو نوع من الخِلاف موطنه الأصلي في أمريكا الشمالية الغربية والشمالية، من جنوب ألسكة عبر كولومبيا البريطانية شرقًا إلى كيبيك، جنوبًا إلى ولاية يوتا، وعبر الجزء العلوي من الغرب الأوسط للولايات المتحدة إلى جنوب داكوتا وغرب مينيسوتا. ينمو عادة في التربة الرملية والحصوية الجافة إلى الرطبة في السهوب أو المروج أو حواف الغابات. 

## وصف
شجيرات أو أشجار صغيرة يصل ارتفاعها إلى 1-4 أمتار. الأوراق واسعة سنانية تطول 2-7 سم طويل، فضي على كلا الجانبين مع قشور بيضاء صغيرة كثيفة. والزهور العطرة صفراء اللون ولها أربعة فصوص 6-14 مم. الثمار حسلة بيضاوية الشكل 9-12 مم، مغطاة أيضًا بحراشف فضية. لب الفاكهة دقيق الملمس ويحيط بالبذرة المفردة. 

## الاستخدام والاستهلاك
يُزرع هذا النوع للزينة لأوراقه الفضية.
كل من ثمار وبذور هذا النبات صالحة للأكل مطبوخة أو نيئة. الثمرة قابضة جدًا ما لم تنضج تمامًا. تعد الفاكهة مصدرًا غنيًا جدًا بالفيتامينات والمعادن وخاصة A و C و E. وهي مصدر جيد للأحماض الدهنية الأساسية. نادرًا ما توجد هذه الدهون في الفاكهة.  هذا النبات، مثل البقوليات، قادر على إصلاح النيتروجين. عندما تزرع في البساتين نباتًا مصاحبًا لآخر زاد إنتاج الفاكهة بنسبة عشرة بالمائة. كان اللحاء الليفي لهذه الشجرة يُلف لصنع حبال قوية، ونسج في الملابس والبطانيات 